# Françoise Demulder

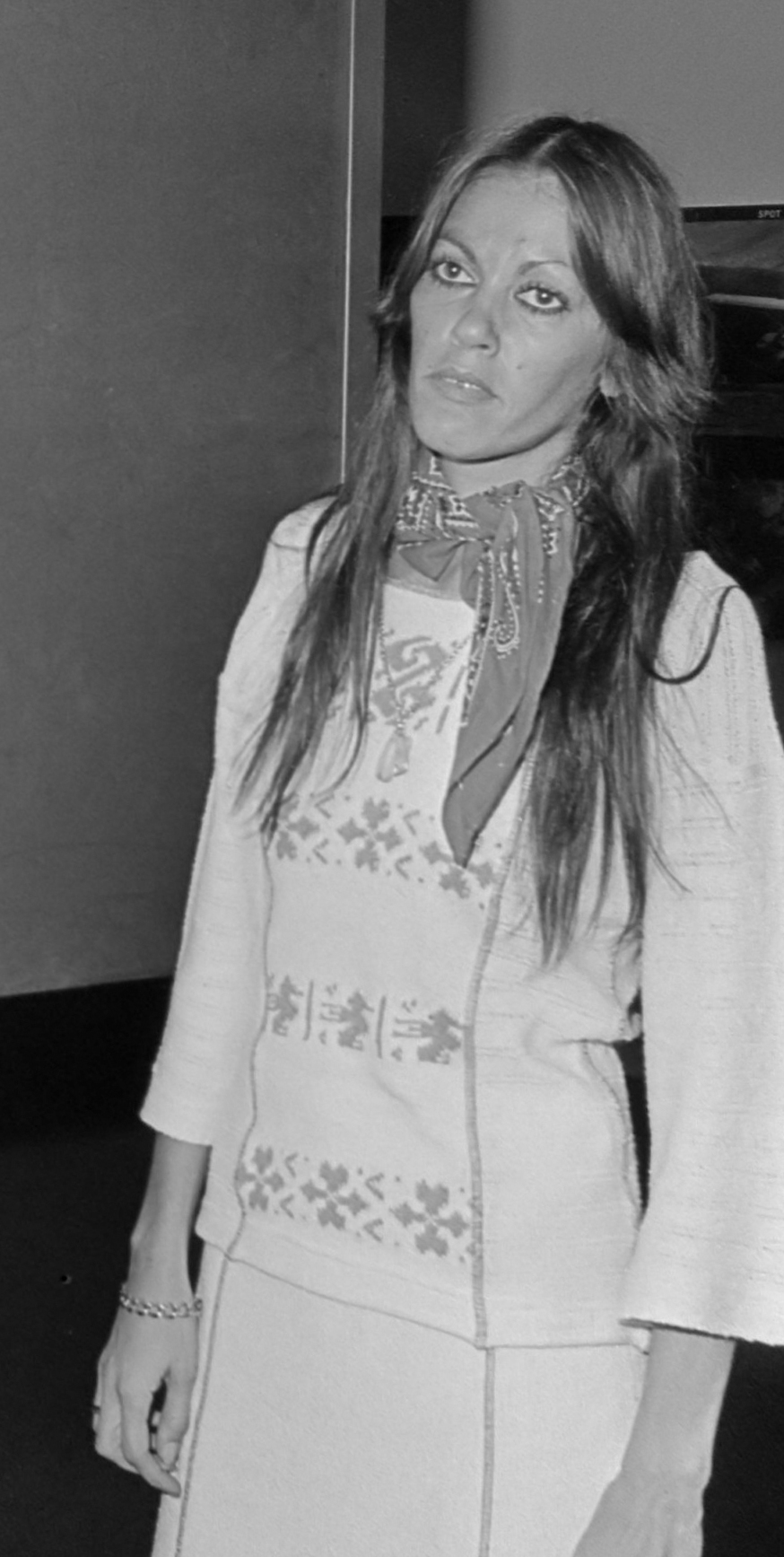
Demulder (1977)

Françoise Demulder (* 9. Juni 1947 in Paris; † 3. September 2008 ebenda) war eine französische Fotojournalistin und Kriegsfotografin. Sie war 1976 die erste Frau, die mit dem World Press Photo Award ausgezeichnet wurde.

## Leben
Françoise Demulder wurde am 9. Juni 1947 in Paris als Tochter eines Elektroingenieurs geboren. Sie nahm ein Philosophiestudium auf und arbeitete kurze Zeit als Model, bevor sie mit 19 Jahren ihrem damaligen Partner, dem Fotografen Yves Billy, nach Vietnam folgte, zunächst als Touristin; doch die Situation vor Ort veranlasste sie dazu, den Krieg fotografisch festzuhalten.
Zusammen mit ihrem Partner verdiente sie sich ihren Lebensunterhalt damit, die Kämpfe auf einem Motorrad zu dokumentieren oder mit Huey-Hubschraubern der US-Armee zu fliegen, um die Bilder anschließend bei der französischen Bildagentur Gamma und Associated Press gegen ein Honorar von etwa 20 $ zu verkaufen. Neben Françoise Demulder waren auch Christine Spengler und Catherine Leroy im Vietnamkrieg für Gamma tätig.
Demulder hatte keine fotografische Ausbildung und lernte den Umgang mit der Kamera direkt im Kriegsgeschehen. Sie blieb in Saigon, auch nachdem die meisten Ausländer aus der Stadt evakuiert worden waren. Am 30. April 1975 erreichte sie ihre erste weltweite Exklusivität, als sie Vietcong-Panzer fotografierte, die anlässlich des Kriegsendes in die Stadt einmarschierten. Françoise Demulder war die einzige am Präsidentenpalast, die diesen historischen Moment auf Film festhielt. Zu einer Zeit, als es für Frauen außergewöhnlich war, im männerdominierten Bereich der Kriegsfotografie zu arbeiten, gehörte Demulder zu einer Gruppe französischer Fotografinnen, die sich durch ihre Arbeit in Vietnam einen Namen machten. Neben Südostasien und dem Nahen Osten berichtete sie über Nachrichten aus Kuba, Pakistan und Äthiopien. Ihre Arbeiten erschienen international in Publikationen wie Paris Match, Newsweek, Time, Life und dem Stern.

## Werke und Arbeiten
Nach ihrer Kriegsdokumentation in Vietnam hält Demulder auch die schrecklichen Szenen des Kambodschanischen Bürgerkrieges fest. Demulder war ihren Bildern immer darauf bedacht die Menschen zu fotografieren, die unter dem Krieg am meisten leiden mussten. Dies war meist die Zivilbevölkerung, darunter viele Kinder.
Ihr berühmtes Werk „Massacre de la quarantaine, Beyrouth, 1976“ zeigt eine palästinensische Frau, die sich mit ausgebreiteten Armen und flehendem Gesichtsausdruck entgegenstellt. Dieses Foto trägt das Potential, die Meinung der Betrachtenden zu verändern, die so weit entfernt der Konfliktgebiete sonst das so geläufige Narrativ des gewaltbereiten Palästinensers vor Augen haben. Fast wäre dieses wichtige Foto nicht veröffentlicht worden, denn die Agentur Gamma, bei der Demulder das Foto eingereicht hatte, legte das Foto direkt ins Archiv ab mit der Begründung, es sei nicht kommerziell genug. Am 17. September 1976 erscheint es dann doch in der Zeit und dort wird es von einem Vorsitzenden der World Press Photo Foundation entdeckt, wonach dieses beim jährlich stattfindenden Fotowettbewerb aufgenommen wird. 1977 wird Demulders Foto von der Jury gekürt und sie erhält als erste Frau diese Auszeichnung.
Neben ihrer Arbeit in Südostasien und dem Nahen Osten dokumentiert sie auch in Afrika. 1975 fotografiert sie in Angola den Auszug der Angehörigen der ehemaligen Kolonialmacht Portugal als auch die verschiedenen Gruppierungen, die nach der Unabhängigkeit um die Übernahme der Regierung kämpften.
Zu einem ihrer letzten Projekte gehört die Berichterstattung im zweiten Golfkrieg 1990/91. Zu Beginn ihrer fotografischen Laufbahn fotografiert sie meist in Schwarz-Weiß, doch ab den 1980er Jahren verstärkt in Farbe, was den Bildern eine noch größere Unmittelbarkeit verleiht. In Bagdad dokumentiert Demulder die Bombardierung der Stadt durch die alliierten Truppen unter der Führung der USA.

## Krankheit und Tod
Demulder war zeitlebens ledig. Trotz ihrer beruflichen Erfolge konnte sie 2003 für die Behandlung ihrer Krebserkrankung nicht aufkommen. Um ihr zu helfen, organisierten Fotografen auf der ganzen Welt, darunter Philip Jones Griffiths, Eric Bouvet, Reza und Luc Delahaye, sowie Galerien und Kunstsammler in Paris eine Auktion ihrer Abzüge und sammelten dabei mehr als 170.000 Euro. Die Krebserkrankung führte zu einer Querschnittlähmung von der Hüfte abwärts.
Demulder starb am 3. September 2008 im Alter von 61 Jahren an einem Herzinfarkt in einem Krankenhaus im Pariser Vorort Levallois-Perret. Als die französische Kulturministerin Christine Albanel von ihrem Tod erfuhr, nannte sie sie „une femme remarquable, une très grande photographe et un reporter de guerre d'un courage et d'une exigence vraiment hors du commun“, also „eine bemerkenswerte Frau, eine großartige Fotografin und Kriegsreporterin mit wirklich außergewöhnlichem Mut und Konsequenz“.

## Auszeichnungen
1977 wurde Françoise Demulder für ihr Foto vom Karantina-Massaker mit dem Preis des World Press Photo of the Year ausgezeichnet. Auf dem Schwarzweißfoto ist eine Palästinenserin abgebildet, die einen maskierten Phalangisten anfleht, der mit einem amerikanischen Karabiner aus dem Zweiten Weltkrieg bewaffnet ist. Entstanden ist das Foto im kriegszerstörten Viertel La Quarantaine in Beirut. Es trägt den Titel Massacre de la quarantaine, Beyrouth.

## Würdigung
Den „Prix Françoise Demulder“ vergeben seit 2020 das französische Kulturministerium und das Internationale Festival für Fotojournalismus – „Visa pour l’Image“ – jährlich als zwei mit jeweils 8.000 Euro dotierte Produktionsstipendien an Fotografinnen als Anerkennung für ihren Beitrag zum Fotojournalismus.

## Sammlungen
Demulders Werk befindet sich in folgenden öffentlichen Sammlungen:
- Fonds national d’art contemporain in Puteaux
- Musée Nicéphore-Niépce in Chalon-sur-Saône